# John Cutting Berry
John Cutting Berry (Maine, 16 de enero de 1847-9 de febrero de 1936) fue un misionero y médico estadounidense enviado por la Junta estadounidense de comisionados para las misiones extranjeras a Japón, donde practicó la medicina en Kōbe, Kioto y Okayama. Fue condecorado con la Orden del Tesoro Sagrado en tercera clase en 1911.

## Biografía
Llegó a Kōbe en 1872, dirigió un hospital en Okayama en 1879 y fue nombrado director del Hospital Universitario de Doshisha en Kioto en 1885, donde creó la primera escuela de enfermería de Japón.
Defensor de la reforma penitenciaria, ayudó a conseguir importantes mejoras en las condiciones de las cárceles gracias a su influencia en el gobierno japonés.